# Bataille de Marianna
Guerre de Sécession
Batailles
Théâtre oriental
- Virginie-occidentale
- Manassas
  - 1re Bull Run
- 1re Virginie Septentrionale
- Burnside Expedition
- Péninsule
- Sept Jours
  - Gaines's Mill
  - Malvern Hill
- 1re Shenandoah valley
- 2de Virginie Septentrionale
  - 2de Bull Run
- Maryland
  - Antietam
- Fredericksburg
- Tidewater
- Chancellorsville
  - Chancellorsville
- Pennsylvanie
  - Gettysburg
- Bristoe
- Mine Run
- Campagne terrestre
  - Wilderness
  - Spotsylvania
  - Cold Harbor
- Bermuda Hundred
- 2de Shenandoah valley
  - Opequon
  - Cedar Creek
- Petersburg
- 1re Wilmington
- 2de Wilmington
- Appomattox
  - 3e Petersburg
  - Sayler's Creek
  - Appomattox C.H.

Théâtre occidental
- East Kentucky
- Shiloh
  - Fort Henry
  - Fort Donelson
  - Shiloh
- Kentucky
- Raid de Newburgh
  - Perryville
- Stones River
  - Murfreesboro
- Vicksburg
  - Champion Hill
  - Vicksburg
- Raid de Morgan
- Raid de Hines
- Tullahoma
- Chickamauga
- Chattanooga
- Knoxville
- Raid Forrest
- Atlanta
- Franklin-Nashville
- Savannah
- Carolines
  - Bentonville
- Raid de Wilson

Théâtre Trans-Mississippi
- Arizona confédéré
  - 1re Messilla
- Missouri
  - Wilson's Creek
- Territoire indien
- Trail of Blood on Ice
- Nouveau-Mexique
- Boston Mountains
- Pea Ridge
- 1re Texas
- Little Rock
- 2de Texas
- Camden
- Red River
- Raid de Price
- Palmito Ranch

Théâtre du bas littoral et approche du golfe
- Fort Sumter
- Blocus de l'Union
- 1re Bayou Teche
- Mississippi valley
  - Port Hudson
- Charleston
- 2de Bayou Teche
- Mobile Bay
- Mobile

La bataille de Marianna est une petite bataille de la guerre de Sécession ayant eu lieu le 27 septembre 1864 dans la région du Panhandle dans l’État de Floride aux États-Unis. La bataille représente le point culminant de différentes opérations de la cavalerie de l’Union dans le nord de la Floride. L’armée de l’union remporte la bataille contre des milices confédérées défendant la ville de Marianna.

## Contexte
Marianna, résidence du gouverneur de Floride et fervent partisan des États confédérés John Milton, était un lieu important pour le recrutement des Confédérés. À la fin 1864, il s’agissait de la plus grande ville de Floride à toujours être dans les mains des Confédérés. Un petit raid de l’armée de l’Union en juillet 1964 avait déjà mis en avant la vulnérabilité de la ville face à une attaque plus importante. Le 18 septembre 1864, une colonne à cheval de 700 hommes commandée par le brigadier général Alexander Asboth prit le départ de Fort Barrancas près de la ville de Pensacola. La colonne prit la direction de l’est pour une campagne dans le nord-ouest de la Floride. La cavalerie des Confédérés de Floride n’avait pas de bons moyens d’informations et ne savaient pas déterminer aisément la force mise en marche et le rappel des troupes de réserves confédérées pris trop de temps pour réagir efficacement. Les troupes de l’Union avançaient facilement en ayant quelques accrochages avec des milices confédérées locales. Elle captura quelques miliciens le 23 septembre à Eucheeana. Pour semer le trouble quant à ses intentions premières, Aboth avait envoyé un détachement détruire un ferry sur la Choctawhatchee River pour y faire diversion. Le 26 septembre, ses troupes s’accrochèrent à la cavalerie des Confédérés commandée par le capitaine Alexander Godwin à proximité de Campbellton à quelques kilomètres seulement de Marianna. Après les combats, Asboth ordonna l’arrêt des troupes pour qu’elles se reposent en préparation du combat prévu le lendemain à Marianna. Les Confédérés ne savaient pas encore ce qu’allaient faire l’Union car Campbellton aurait pu les mener à différents endroits et pas seulement à Marianna.

## Bataille
Le matin du 27 septembre, la colonne nordiste entra dans Marianna. Le colonel sudiste Montgomery savait enfin que la cible était bien Marianna en voyant l’avancée des troupes. Il rappela ses forces de réserve et commença à placer ses hommes dans la rue principale (West Lafayette street de nos jours)  pour y tendre une embuscade. Il envoya également des cavaliers en dehors de la ville pour prendre à revers les nordistes.
Asboth lança le plus gros de ses troupes dans la rue principale bien qu’il envoya également des cavaliers en dehors de la ville. Ceux-ci tombèrent sur les cavaliers des Confédérés ce qui fit comprendre à Asboth qu’il allait droit dans un piège. Néanmoins, il était déjà impossible de faire demi-tour.
Asboth fut blessé au visage et plusieurs de ses officiers furent abattus par les miliciens sudistes cachés dans la ville. La cavalerie nordiste prit toutefois le dessus sur la cavalerie ennemie et celle-ci prit rapidement la fuite en laissant derrière elle la milice et l’infanterie à pieds dans la ville. Le Colonel Montgomery fut capturé en essayant de s’enfuir. Les combats se poursuivirent dans la ville mais les sudistes, moins nombreux, furent rapidement mis hors de combat. L’église de la ville fut détruite lors de l’attaque à l’encontre des Confédérés qui s’y étaient retranchés.

## Conséquences
Le bilan de la bataille pour les sudistes est de dix morts, seize blessés et 54 prisonniers dont treize furent relâchés. Parmi les blessés se trouvait le dentiste Thaddeus Hentz, le fils de la célèbre écrivaine Caroline Lee Hentz.
Le bilan chez les nordistes se monte à huit morts, 19 blessés et dix prisonniers. Le brigadier général Asboth faisait lui-même partie des blessés. Avant cette guerre, ce dernier s’était déjà mis en avant lors de la Révolution hongroise de 1848 en Europe. Ses blessures ne se seront jamais totalement effacées et il mourra en 1868 de leurs effets.
Vu les pertes importantes notamment dans le rang des officiers, le plan initial qui devait conduire Asboth vers le sud près de la St. Andrews Bay fut annulé. La colonne fit demi-tour en libérant toutefois 600 esclaves et en capturant 17 wagons remplis d’armes, 200 chevaux et 400 têtes de bétail. Au total, en comptant les escarmouches sur la route du retour, la colonne captura près de 96 soldats confédérés. Les Confédérés étaient trop peu nombreux et trop éloignés pour pouvoir poursuivre les assaillants. Il faudra des dizaines d’années pour que la région récupère des dégâts occasionnés par le raid d’Asboth.